# Європа свободи та демократії

Помаранчевим позначені країни, що мали 2 чи більше депутатів у фракції, жовтим — по 1 депутату

Європа свободи та демократії (англ. Europe of Freedom and Democracy, EFD) — фракція Європейського парламенту 7-го скликання (2009—2014). Серед засад: консерватизм, націоналізм та євроскептицизм. Найменша фракція Європарламенту 7-го скликання. Об'єднувала  32 депутати (станом на листопад 2013). Лідери — Франческо Спероні (Ліга Півночі, Італія) і Найджел Фарадж (Партія незалежності Сполученого Королівства, Велика Британія). Після виборів до Європарламенту 2014 року перетворилася на фракцію Європа свободи та прямої демократії. 

## Історія, ідеологія
«Європа свободи та демократії» виникла після виборів до Європарламенту 2009 року, коли розпалися дві попередні депутатські групи правого та євроскептичного напряму — «Незалежність і демократія» і «Союз за Європу націй».
Основою групи були депутати правих і націоналістичних партій, серед яких найчисельніше були представлені Партія незалежності Сполученого Королівства (Велика Британія) — 9 депутатів, Ліга Півночі (Італія) — 6 депутатів, Солідарна Польща (Польща) — 4 депутати.
Деякі з вищезгаданих національних партій були членами загальноєвропейської партії «Рух за Європу свободи та демократії» (англ. Movement for a Europe of Liberties and Democracy, фр. Mouvement pour l'Europe des libertés et de la démocratie), заснованої 2011 року.
Фракція мала на меті захищати національну, історичну та культурну ідентичність європейських країн, виступала проти напливу мігрантів до Європейського Союзу і вступу Туреччини до ЄС.

## Депутати
Станом на листопад 2013 за даними офіційної сторінки Європарламенту [Архівовано 31 жовтня 2013 у Wayback Machine.]
| Ім'я                | Країна          | Партія                                      |
| ------------------- | --------------- | ------------------------------------------- |
| Франчемко Спероні   | Італія          | Ліга Півночі                                |
| Найджел Фарадж      | Велика Британія | Партія незалежності Сполученого Королівства |
| Бастіан Бельдер     | Нідерланди      | Реформістська партія                        |
| Дерек Кларк         | Велика Британія | Партія незалежності Сполученого Королівства |
| Яцек Курський       | Польща          | Солідарна Польща                            |
| Славчо Бінев        | Болгарія        | Громадянський альянс за реальну демократію  |
| Маґді Аллам         | Італія          | Я люблю Італію                              |
| Мортен Мессершмідт  | Данія           | Данська народна партія                      |
| Ярослав Пашка       | Словаччина      | Словацька національна партія                |
| Роландас Паксас     | Литва           | Порядок і справедливість                    |
| Сампо Терхо         | Фінляндія       | Істинні фіни                                |
| Франк Вангеке       | Бельгія         | безпартійний                                |
| Філіпп де Вільє     | Франція         | Рух за Францію                              |
| Нікі Цавела         | Греція          | Народний православний заклик                |
| Джон Стюарт Еґнью   | Велика Британія | Партія незалежності Сполученого Королівства |
| Джерард Баттен      | Велика Британія | Партія незалежності Сполученого Королівства |
| Мара Біццотто       | Італія          | Ліга Півночі                                |
| Ґодфрі Блум         | Велика Британія | Партія незалежності Сполученого Королівства |
| Джон Бафтон         | Велика Британія | Партія незалежності Сполученого Королівства |
| Тадеуш Циманський   | Польща          | Солідарна Польща                            |
| Вільям Леґґ         | Велика Британія | Партія незалежності Сполученого Королівства |
| Лоренцо Фонтана     | Італія          | Ліга Півночі                                |
| Роджер Гелмер       | Велика Британія | Партія незалежності Сполученого Королівства |
| Юозас Імбрасас      | Литва           | Порядок і справедливість                    |
| Клаудіо Морґанті    | Італія          | безпартійний                                |
| Пол Натталл         | Велика Британія | Партія незалежності Сполученого Королівства |
| Фйорелло Провера    | Італія          | Ліга Півночі                                |
| Ніколаос Салавракос | Греція          | Народний православний заклик                |
| Маттео Сальвіні     | Італія          | Ліга Півночі                                |
| Джанкарло Скотта    | Італія          | Ліга Півночі                                |
| Яцек Влосович       | Польща          | Солідарна Польща                            |
| Збіґнев Зьобро      | Польща          | Солідарна Польща                            |